# Las tardes de RNE
Las tardes de RNE es el programa de tarde de Radio Nacional de España que se emite en Radio Nacional de España entre las 16:00h y las 20:00h. Lourdes Maldonado es la presentadora desde 2023.
Anteriormente, fue presentado por Carles Mesa hasta 2022, y previamente por Alfredo Menéndez empezando en 2013.
Inicialmente lo presentó Yolanda Flores desde septiembre de 2012, substituyendo a Asuntos propios.